# Nerodia
Genre
Nerodia est un genre de serpents de la famille des Natricidae. 

## Répartition
Les espèces de ce genre au Canada, aux États-Unis, au Mexique et dans le Nord de Cuba.

## Liste d'espèces
Selon The Reptile Database (10 septembre 2013) :
- Nerodia clarkii (Baird & Girard, 1853)
- Nerodia cyclopion (Duméril, Bibron & Duméril, 1854)
- Nerodia erythrogaster (Forster, 1771)
- Nerodia fasciata (Linnaeus, 1766)
- Nerodia floridana (Goff, 1936)
- Nerodia harteri (Trapido, 1941)
- Nerodia paucimaculata (Tinkle & Conant, 1961)
- Nerodia rhombifer (Hallowell, 1852)
- Nerodia sipedon (Linnaeus, 1758) — Couleuvre d'eau
- Nerodia taxispilota (Holbrook, 1838)

## Publication originale
- Baird & Girard, 1853 : Catalogue of North American Reptiles in the Museum of the Smithsonian Institution. Part 1.-Serpents. Smithsonian Institution, Washington, p. 1-172 (texte intégral).